# Antoine André Louis Reynaud
Antoine André Louis Reynaud (1771-1844) est un mathématicien français.
Il est l'auteur de plusieurs ouvrages d'importance.
Il était chevalier de la Légion d'honneur et examinateur à l'École polytechnique.

## Œuvres
- Trigonométrie rectiligne et sphérique, Paris: Courcier, 1818.